# اسکوآلن
اسکوآلن (به انگلیسی: Squalene) یک ترکیب شیمیایی با شناسه پاب‌کم ۱۱۰۵ است.
اسکوالن یک ترکیب آلی است. این یک تری ترپنوئید با فرمول C30H50 است. این روغن بی رنگ است، اگرچه نمونه های ناخالص زرد به نظر می رسند. در اصل از روغن کبد کوسه به دست آمد. تخمین زده می شود که 12 درصد اسکوالن بدن در انسان در سبوم یافت می شود.
اسکوالن همچنین در روان سازی و محافظت موضعی پوست نقش دارد.
اکثر گیاهان، قارچ ها و حیوانات اسکوالن را به عنوان پیش ساز بیوشیمیایی در بیوسنتز استرول، از جمله کلسترول و هورمون های استروئیدی در بدن انسان تولید می کنند.همچنین یک واسطه در بیوسنتز هوپانوئیدها در بسیاری از باکتری ها است.